# Thecturota nevadica
Thecturota nevadica är en skalbaggsart som beskrevs av Thomas Casey 1911. Thecturota nevadica ingår i släktet Thecturota och familjen kortvingar. Inga underarter finns listade i Catalogue of Life.